# NGC 321
NGC 321 (другие обозначения — MCG −1-3-43, NPM1G −05.0031, PGC 3443) — спиральная галактика с перемычкой. Находится в созвездии Кит.
Этот объект входит в число перечисленных в оригинальной редакции «Нового общего каталога».
В галактике 6 декабря 1939 была открыта сверхновая SN 1939D.